# Kingstree
Kingstree é uma cidade  localizada no estado norte-americano da Carolina do Sul, no Condado de Williamsburg.
No Outono de 2015 a cidade ficou inundada pelo Rio Negro (Black River). Durante 5 dias, que começaram a 1 de Outubro, as chuvas inundaram a cidade, situação provocada por uma depressão a Este e pelo furacão Joaquin a Oeste, atingiram os 635 mm.

## Demografia
Segundo o censo norte-americano de 2000, a sua população era de 3496 habitantes.
Em 2006, foi estimada uma população de 3352, um decréscimo de 144 (-4.1%).

## Geografia
De acordo com o United States Census Bureau tem uma área de
8,2 km², dos quais 8,1 km² cobertos por terra e 0,1 km² cobertos por água. Kingstree localiza-se a aproximadamente 18 m acima do nível do mar.

## Localidades na vizinhança
O diagrama seguinte representa as localidades num raio de 32 km ao redor de Kingstree.

## Equipamentos
- Parque municipal Scout Cabin